# S-League de 2001
A S.League de 2001 foi a sexta edição da liga profissional de futebol de Singapura, a S.League.
A liga contou com doze clubes. O Geylang United foi o campeão, sendo o vice o Singapore Armed Forces FC.

## Classificação final
| Pos | Equipe                 | Pts | J  | V  | E  | D  | GP  | GC | SG  | Classificado                        |
| --- | ---------------------- | --- | -- | -- | -- | -- | --- | -- | --- | ----------------------------------- |
| 1   | Geylang United         | 76  | 33 | 23 | 7  | 3  | 84  | 28 | +56 | Qualificado to AFC Champions League |
| 2   | Singapore Armed Forces | 74  | 33 | 24 | 2  | 7  | 101 | 46 | +55 |                                     |
| 3   | Home United            | 72  | 33 | 23 | 3  | 7  | 69  | 36 | +33 | Qualificado to AFC Champions League |
| 4   | Tanjong Pagar United   | 60  | 33 | 18 | 6  | 9  | 68  | 47 | +21 |                                     |
| 5   | Jurong                 | 51  | 33 | 15 | 6  | 12 | 65  | 57 | +8  |                                     |
| 6   | Tampines Rovers        | 48  | 33 | 14 | 6  | 13 | 60  | 55 | +5  |                                     |
| 7   | Balestier Central      | 35  | 33 | 8  | 11 | 14 | 43  | 57 | −14 |                                     |
| 8   | Sembawang Rangers      | 31  | 33 | 8  | 7  | 18 | 45  | 80 | −35 |                                     |
| 9   | Clementi Khalsa        | 30  | 33 | 7  | 9  | 17 | 43  | 76 | −33 |                                     |
| 10  | Gombak United          | 28  | 33 | 8  | 4  | 21 | 36  | 72 | −36 |                                     |
| 11  | Marine Castle United   | 27  | 33 | 7  | 6  | 20 | 35  | 71 | −36 |                                     |
| 12  | Woodlands Wellington   | 14  | 27 | 3  | 5  | 19 | 40  | 64 | −24 |                                     |

1. ↑  Qualy como campeão da Copa de Singapura .

## Artilheiros
| Rank | Name               | Club                   | Goals |
| ---- | ------------------ | ---------------------- | ----- |
| 1    | Mirko Grabovac     | Singapore Armed Forces | 42    |
| 2    | Aleksandar Đurić   | Geylang United         | 34    |
| 3    | Egmar Goncalves    | Home United            | 28    |
| 4    | Brian Bothwell     | Geylang United         | 23    |
| 5    | Indra Sahdan Daud  | Home United            | 22    |
| 6    | Peres de Oliveira  | Home United            | 21    |
| 7    | Park Tae-Won       | Jurong                 | 18    |
| 8    | Tom English        | Marine Castle United   | 15    |
| 9    | Michiaki Kakimoto  | Clementi Khalsa        | 14    |
| 9    | Toh Choon Ming     | Jurong                 | 14    |
| 9    | Kiatisuk Senamuang | Singapore Armed Forces | 14    |